# Dithecodes vacua
Dithecodes vacua är en fjärilsart som beskrevs av Swinhoe 1902. Dithecodes vacua ingår i släktet Dithecodes och familjen mätare. Inga underarter finns listade i Catalogue of Life.